# علامت قابیل (فیلم ۱۹۱۶)
علامت قابیل (انگلیسی: The Mark of Cain) یک فیلم است که در سال ۱۹۱۶ منتشر شد. از بازیگران آن می‌توان به لان چینی و دورتی فیلیپس اشاره کرد.